# Thomas-Valentin-Literaturpreis
Der Thomas-Valentin-Literaturpreis ist ein von der Stadt Lippstadt seit 1993 vergebener Literaturpreis. Er ist nach dem Schriftsteller Thomas Valentin benannt und mit derzeit 5 000 Euro dotiert. Die Vergabe erfolgt alle vier Jahre.

## Preisträger
- 1993 Markus Werner für seinen Roman Bis bald
- 1997 Ilija Trojanow für seinen Roman Die Welt ist groß und Rettung lauert überall
- 2001 Angela Krauß
- 2005 Ulrich Woelk
- 2009 Karl-Heinz Ott
- 2013 Jenny Erpenbeck
- 2017 Max Blaeulich
- 2021 Christoph Peters